# 维德 (上卢瓦尔省)
维德（法語：Ouides，法語發音：[wid]）是法国上卢瓦尔省的一个市镇，位于该省南部，属于勒皮区。

## 地理
维德（44°54'13"N, 3°44'16"E）面积10.69 平方千米，位于法国奥弗涅-罗讷-阿尔卑斯大区上盧瓦爾省，该省份为法国中南部省份，北起多姆山省和卢瓦尔省，西接康塔爾省，南至洛泽尔省，东临阿尔代什省。
与维德接壤的市镇（或旧市镇、城区）包括：阿莱拉斯、勒布谢圣尼古拉、凯尔、圣昂、圣让拉沙尔姆。

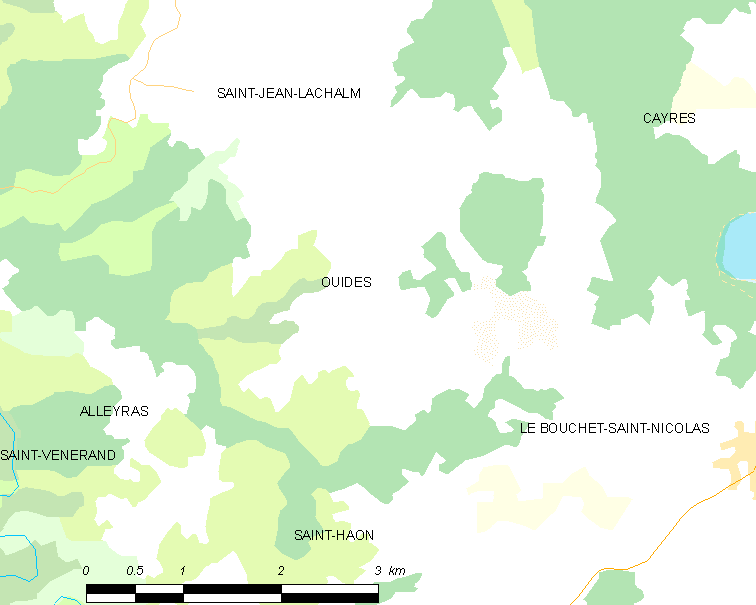
的OSM定位图

维德的时区为UTC+01:00、UTC+02:00（夏令时）。

## 行政
维德的邮政编码为43510，INSEE市镇编码为43145。

## 政治
维德所属的省级选区为火山沃莱县。

## 人口

1962-2008年间人口变化图示

维德于2022年1月1日时的人口数量为52人。